# Malafeh
Malafeh (persiska: ملفه, چُهِسَن, مُلفِه) är en ort i Iran.   Den ligger i provinsen Mazandaran, i den norra delen av landet, 150 km nordost om huvudstaden Teheran. Malafeh ligger 178 meter över havet och antalet invånare är 936.
Terrängen runt Malafeh är huvudsakligen kuperad, men den allra närmaste omgivningen är platt.Runt Malafeh är det ganska glesbefolkat, med 34 invånare per kvadratkilometer. Närmaste större samhälle är Shahrūd Kolā, 7,3 km norr om Malafeh. I omgivningarna runt Malafeh växer i huvudsak blandskog.